# Средњошколски центар „Ђуро Радмановић”
Средњошколски центар „Ђуро Радмановић” је јавна средњошколска установа у општини Нови Град. Налази се у улици Доситеја Обрадовића 4, у Новом Граду.

## Историјат
Почеци образовања на подручју општине Нови Град датирају од 1945. када је отворена Државна нижа реална гимназија, претварањем Државне мешовите грађанске школе која је радила 1921—1941. године, као и спорадично током Другог светског рата. Школа са практичном обуком је настала од Стручне продужне школе основане 1947. године и прераста у Школу ученика у привреди „Ђуро Радмановић”, школу са практичном обуком до интеграције.
Године 1974. је основан Школски центар „Ђуро Радмановић” од тадашњих средњих школа, Гимназије „Петар Кочић” и Школе са практичном обуком „Ђуро Радмановић”, а оснивач је била Скупштина општине Босански Нови. До 1985. године је постојала Мешовита школа „Ђуро Радмановић” у оквиру истоименог Школског центра. Од 1990—1991. године је средње образовање организовано у Гимназији и Машинској школи, као радна организација са две школе, основном организацијом и радном заједницом по величини петом у седамнаест општина бањалучке регије са 1516 ученика распоређених у 49 одељења, шест струка и једанаест образовних профила. Мешовита школа „Ђуро Радмановић” је као самостална стручна школа уписана у регистар верификованих школа 8. марта 1993. године, а од 16. новембра 2005. ради под називом Средња школа „Ђуро Радмановић”. Тренутни назив школе је Средњошколски центар „Ђуро Радмановић”. Данас школу броји 485 ученика подељених по образовним профилима у двадесет одељења.
Године 2021. је школа на конференцији „Брига о деци – заједничка одговорност и обавеза” у Бања Луци награђена, у категорији средњих школа приједорске регије, за највећи допринос у имплементацији пројекта.

## Догађаји
Догађаји Средњошколског центра „Ђуро Радмановић”:
- Светосавска академија[3]
- Дечија недеља[4]
- Дан српског јединства, слободе и националне заставе[5]
- Европски дан језика[6]
- Међународни дан за искорењење сиромаштва[7]
- Међународни дан девојчица у ИКТ-у[8]
- Месец борбе против болести зависности[9]
- Сајам књига у Београду[10]
- Туристичка манифестација „Дани зиме на Kозари”[11]